# Tephrina philbyi
Tephrina philbyi är en fjärilsart som beskrevs av Edward P. Wiltshire 1980. Tephrina philbyi ingår i släktet Tephrina och familjen mätare. Inga underarter finns listade i Catalogue of Life.